# Emma Morosini
Pour les articles homonymes, voir Morosini.
Emma Morosini, née le 8 janvier 1924 à Castiglione delle Stiviere (Province de Mantoue), et morte le 10 septembre 2020, est une personnalité catholique italienne, célèbre pour le grand nombre de pèlerinages qu'elle fit de 1991 à sa mort. 
Partout en Europe, elle est connue sous les surnoms de l'« ânon de Dieu », de « mamie pèlerin » ou de « la Forrest Gump italienne ».

## Biographie
Infirmière retraitée, Emma Morosini est atteinte d'une grave maladie de peau. Mystérieusement guérie à l'âge de 67 ans, elle attribue le recouvrement de sa santé à l'intercession de la Vierge Marie. Dès lors, elle décide de vouer sa vie à la Mère de Dieu, pour la remercier de ce miracle. Avec son seul petit chariot, elle rejoint à pieds tous les grands sanctuaires du monde, les sanctuaires mariaux en particulier ; de Lourdes à Jérusalem en passant par Pontmain, Guadalupe, Fátima, Syracuse, Aparecida, Lorette, Częstochowa, San Giovanni Rotondo ou encore Saint-Jacques-de-Compostelle. De 1991 à 2015, elle aurait effectué plus de 30 000 kilomètres à pieds. 
Le 27 décembre 2016, âgée de 93 ans, elle rejoint le sanctuaire Notre-Dame de Luján depuis la province de Tucumán, en Argentine. À cette occasion, elle parcourt plus de 1 200 kilomètres. 
En avril-mai 2018, elle parcourt encore 900 kilomètres en 40 jours, pour rejoindre la basilique Notre-Dame de Guadalupe. Elle voue alors ce pèlerinage aux familles, l'une de ses principales intentions de prières.
En avril 2015, elle rencontre le pape François sur la Place Saint-Pierre, au Vatican. Celui-ci l'avait personnellement invitée à l'audience générale, après avoir été touché par les images de son pèlerinage en Argentine.

## Ouvrages
- (it) Pellegrina d'eccezione : 1300 km a piedi, Milan, Presentartsì, 2013.
- (it) Avec Andrea Ligabue, L'amore si fa strada, Milan, Mondadori, 2017.